# Euryozius pagalu
Euryozius pagalu is een krabbensoort uit de familie van de Pseudoziidae. De wetenschappelijke naam van de soort is voor het eerst geldig gepubliceerd in 1981 door Manning & Holthuis.